# Джаред Хоуман
Джаред Уилям Хоуман (на английски: Jared William Homan) е американски баскетболист, който има и българско гражданство.
Роден е на 6 март 1983 година в Ремсън, Айова. От 2001 година играе в университетски отболи, а от 2005 година – в професионални клубове, главно в Европа. През 2009 година получава българско гражданство, за да участва в Европейското първенство с българския национален отбор.